# Diagramme spaghetti
Un diagramme spaghetti est une méthode de visualisation de données permettant de suivre les flux possibles à travers un système. Les flux représentés de cette manière apparaissent comme des nouilles, d’où l’appellation de ce terme,. Visualiser le flux de cette manière peut réduire l'inefficacité des déplacements. Cette méthode statistique a d'abord été utilisée pour suivre le routage des items et du personnel à travers des usines, puis fut appliquée à toutes sortes de domaines. Ainsi, l'étude du diagramme de déplacement des populations animales ou les bouées météorologiques qui dérivent dans l'océan permet de tirer un schéma de leur migration. En météorologie, ces diagrammes sont utilisés dans la prévision d'ensembles pour déterminer la variabilité des solutions d'une prévision numérique du temps quant aux positions et intensités des dépressions et des anticyclones. En médecine, les trajectoires peuvent illustrer les effets des médicaments sur les patients lors d'essais.

## Construction du diagramme spaghetti

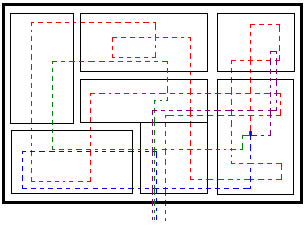
Le produit est fait de plusieurs composants qui sont assemblés à un certain stade de production le long des trajets.

Le diagramme spaghetti est produit en 5 étapes, :
- Il faut d'abord définir le sujet de l'étude ce qui est assez simple pour un processus physique, comme le déplacement des automobiles, mais plus complexe pour un processus virtuel comme le flux d'informations sur internet ;
- Il faut ensuite obtenir un plan de la zone à l'étude (ex. les différentes machines, les surfaces de stockage intermédiaires, les réseaux, etc.) ;
- En troisième, les différents types de produits ou services qui sont transformés par le processus doivent être listés (ex. dans un hôpital, il y a l'urgence, les rendez-vous ponctuels, la chirurgie ambulatoire, etc.) ;
- Ensuite, en suivant le chemin emprunté par le sujet à l'étude, on obtient un tracé brut ;
- Finalement, l'analyse des distances parcourues permettra de suggérer des modifications au processus pour l'optimiser.

Il faut ensuite refaire les deux dernières étapes avec le trajet optimisé afin de voir s'il y a amélioration. Si ce n'est pas le cas, il faut refaire ces étapes itérativement pour obtenir la meilleure solution.

## Utilisations

### Affaires
Les diagrammes de spaghettis ont d'abord été utilisés pour suivre le cheminement d'une usine. Cette visualisation sert à identifier les flux redondants, les croisements récurrents et à mesurer le trajet parcouru par chaque produit ou personne. L'analyse des flux à travers les systèmes peut déterminer où du temps et de l'énergie sont perdus et déterminer où une rationalisation serait bénéfique, Il aide à la réorganisation géographique des machines ou des services. La ré-implantation limitera le temps de déplacements et la non valeur ajoutée. Cela est vrai non seulement lors de déplacements physiques dans un lieu physique, mais également lors de processus plus abstraits comme l'application d'un prêt hypothécaire,,.

### Biologie
Les diagrammes spaghetti ont été utilisés pour étudier la dispersion et les migrations des papillons et comment les caractéristiques topographiques (telles que les chaînes de montagnes, les plans d'eau) ou autres limitent celles-ci. Au sein des distributions de mammifères dans le centre de l'Amérique du Nord, ces tracés ont corrélé leurs aires de répartition, une corrélation avec la limite de la dernière ère glaciaire ainsi qu'avec certains types de végétation.

### Médecine

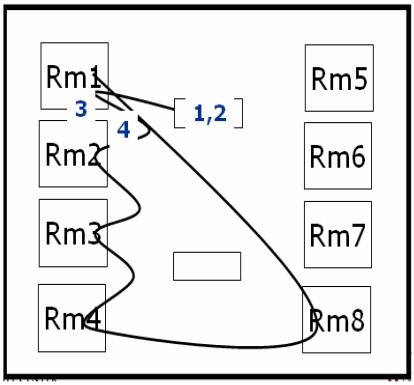
Déplacement d'une infirmière sur son étage.

Des diagrammes spaghetti peuvent être utilisés pour suivre les résultats des essais de nouveaux médicaments sur des patients afin de déterminer leurs avantages. Ils permettent de diagnostiquer rapidement la demi-vie des médicaments contenus dans le plasma sanguin, ainsi que les effets discriminants entre différentes populations.
Ils sont également utilisés pour optimiser le travail des soignants (docteurs, infirmières, etc.) et des équipements dans l'hôpital au complet ou sur une unité de traitement particulière.

### Météorologie
Comme en affaires ou en biologie, le diagramme spaghetti peut être utilisé pour suivre différents instruments comme des bouées météorologiques dérivantes ou les ballons-sondes pour en tirer les courants marins et les vents. En climatologie, des diagrammes spaghetti sont utilisées pour corréler les informations de température du sol dérivées de sondages géotechniques.

#### Prévisions d'ensemble

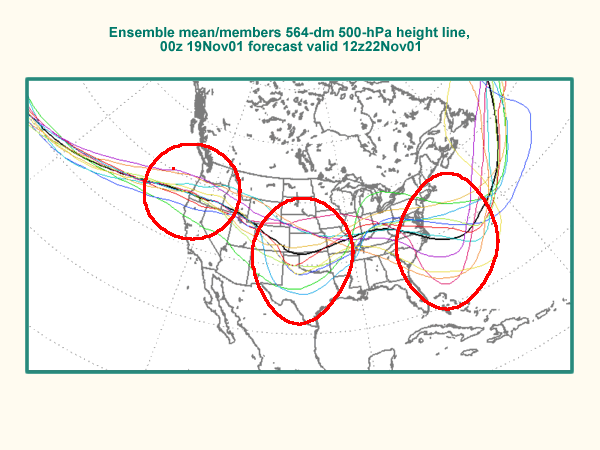
Diagramme spaghetti de la position de l'isohypse 564 dam de 10 itérations du modèle GFS. Les zones encerclées montrent des régions de grande divergence des résultats.

Les prévisions d'ensembles utilisent une analyse de la situation météorologique au temps initial à différents modèles de prévision numérique du temps ou font rouler un seul modèle plusieurs  fois avec une très légèrement différente analyse à chaque fois. Les solutions de ces calculs donnent un champ en trois dimensions des valeurs de pression, de température ou de quantité de précipitations qui diffère d'une itération à l'autre. Les résultats peuvent être tracés sous forme de ligne ou de contours et la comparaison permet de juger de l'instabilité de la situation météorologique et de l’incertitude de la prévision. Si l'accord est bon et que les contours suivent un schéma reconnaissable tout au long de la séquence, la confiance dans les prévisions peut être élevée. Inversement, si le motif est chaotique, c’est-à-dire qu’il ressemble à un plat de spaghettis, la confiance sera faible. Les membres de l'ensemble vont généralement diverger avec le temps et les graphiques à spaghettis sont un moyen rapide de voir quand cela se produit.
Les diagrammes spaghetti permettent aussi aisément de voir s'il y a une dispersion aléatoire des solutions ou certains regroupements. Dans le second cas, cela peut indiquer une plus grande confiance dans ces solutions que d'utiliser la solution moyenne plus lisse pour déterminer l’intensité des systèmes météorologiques. Une dispersion bimodale à un endroit peut également décrire que la solution indique deux centres au lieu d'un, comme deux dépressions reliés par une creux barométrique au lieu d'une seule dépression plus large.

#### Cyclones tropicaux
Une utilisation particulière mais très importante des diagrammes spaghetti est celle pour les prévisions pour les cyclones tropicaux. La trajectoire de ceux-ci est particulièrement difficile à  prévoir car leur développement dépend de facteurs à différentes échelles (d'échelle synoptique à méso-échelle) dont plusieurs doivent être paramétrés car ils ne sont pas à l'échelle de la grille des modèles de prévision ou que les données ne sont que partielles. Les trajectoires de divers modèles de prévision sont ainsi représentés sur un diagramme spaghetti pour montrer la confiance dans les prévisions jusqu'à cinq jours.